# Sam Roberts (giocatore di football americano)
Samuel Roberts (Waynesville, 14 aprile 1998) è un giocatore di football americano statunitense che milita nel ruolo di defensive end per i Chicago Bears della National Football League (NFL).

## Carriera

### New England Patriots
Robert al college giocò a football alla Northwest Missouri State University. Fu scelto nel corso del sesto giro (200º assoluto) nel Draft NFL 2022 dai New England Patriots. Nella sua stagione da rookie disputò 5 partite, nessuna delle quali come titolare, con 2 tackle.

### Chicago Bears
Il 29 agosto 2024 Roberts firmò con la squadra di allenamento dei Chicago Bears.